# The Casanovas
I The Casanovas sono un gruppo rock australiano fondato nel 1999 dai fratelli Tommy e Patrick Boyce insieme all'amico Jimmy Lewis. Con il passare degli anni hanno raggiunto una certa notorietà in Australia e Gran Bretagna ma sono praticamente sconosciuti in Italia. Della formazione originale l'unico rimasto è Tommy Boyce (voce e chitarra). A lui oggi si affiancano Jaws Stanley (batteria) e Damo Campbell (voce e basso).In tutto hanno pubblicato 2 album 9 singoli e un EP.

## Il gruppo
Formatisi nel 1999, hanno commercializzato il primo singolo 10 Outta 10 nell'agosto 2000 seguito dall'EP di Keep it Hot (2002), dal singolo Nasty (2003) e dal popolare Shake it (2003). Nel 2004, Shake it è stato inserito nella colonna sonora del videogioco WRC 4.
A partire dal 2002 hanno cominciato a suonare dal vivo come gruppo spalla dei The Datsuns che hanno accompagnato in Australia e nel loro tour europeo seguito da 5 cinque concerti negli USA nel 2003. Tornati in patria per lanciare il singolo Shake it, si sono poi riaggregati ai Datsuns per un tour Nuova Zelanda seguito da due in Australia come spalla dei The Living End prima e degli Starky poi.
Nel 2004 hanno pubblicato il loro primo album, The Casanovas, seguito da un tour in Giappone. Il 2005, che li ha visti nominati per il titolo di miglior gruppo rock dal vivo ai Jack Awards, è stato un altro anno di tournée in Spagna e Gran Bretagna seguite dal ritorno in patria come spalla di gruppi come Motörhead e Mötley Crüe. Nel 2006 è stata la volta del loro secondo disco, All Night Long, preceduto dai singoli Born to Run e California. Born to Run è stato inserito nella colonna sonora del videogioco Rugby 06, della EA Sports,  e di AFL Premiership 2006, degli australiani della IR Gurus. Sempre nel 2006 i The Casanovas hanno intrapreso un tour in Europa che li ha portati ha visitare Austria, Germania e Gran Bretagna.
Nel 2010, la codemasters inserisce il brano Shake It nel gioco F1 2011.
Dal 2006 al 2010 la loro attività, salvo qualche concerto, sì è praticamente arrestata, sia a causa di problemi personali dei singoli musicisti sia per una battaglia legale tra il gruppo e un loro ex manager.

## Membri del gruppo
- Tommy Boyce (voce, chitarra)
- Jaws Stanley (batteria)
- Damo Campbell (voce, basso)
- Jimmy Lews (1999-2002, voce, basso)
- Patrick Boyce (1999-2003, batteria)
- James "Fatty" Saunders (2000 - 2001, voce e chitarra)

## Discografia

### Album
- The Casanovas (album, 2004)
- All Night Long (album, 2006)
- Terra Casanova (album, 2015)

### EP e singoli
- 10 Outta 10 (singolo, agosto 2000)
- Keep It Hot (EP, settembre 2002)
- Nasty (singolo, marzo 2003)
- Shake It (singolo, marzo 2003)
- Let It Ride (singolo, agosto 2003)
- No Time For Love (singolo, dicembre 2003)
- Living in the City (singolo, aprile 2004)
- Heartbeat (singolo, aprile 2005)
- Born to Run (singolo, luglio 2006)
- California (singolo, luglio 2006)